# Вода (река)
Вижте пояснителната страница за други значения на Вода.
Во̀да или понякога Воденка (на гръцки: Βόδας, Водас, Εδεσσαίος, Едесеос) е река в Егейска Македония, Гърция, на която е разположен град Воден (Едеса).
Вода традиционно се образува от няколко потока извиращи от Нидже (Ворас) и Каракамен (Вермио), но днес чрез изкуствен канал в нея се изтича Островското езеро (Вегоритида). Над Воден на реката между Гугово (от юг), Нисия (от север) и Владово (от изток) е Владовското езеро, превърнато по-късно в язовир. Във Воден реката образува красиви водопади. Слива се със Мъ̀гленица (Могленицас) в областта Сла̀ница източно от Въртокоп (Скидра) и северно от Липоор (Липохори) в регулиран канал, който се влива в Бистрица (Алиакмонас) при село Кулура.

## Водосборен басейн
→ ляв приток, ← десен приток
- ← Марица
- → Криво деле
- ← Бела река

- → Голема река
- → Киркимос
- → Извор (Валимари)

- → Дулева Кезма
- → Сиамар
- → Куюпица